# Posen, Illinois
Posen är en ort (village) i Cook County, i delstaten Illinois, USA. Enligt United States Census Bureau har orten en folkmängd på 6 013 invånare (2011) och en landarea på 3 km².